# ゲラゲラポーのうた
「ゲラゲラポーのうた」は、キング・クリームソーダの1枚目のシングル。2014年4月30日にFRAMEから発売された。

## 概要
キング・クリームソーダのデビューシングル。表題曲「ゲラゲラポーのうた」はテレビアニメ『妖怪ウォッチ』オープニングテーマとして使用され、社会現象になるほどの大ヒットとなった。オリコン週間シングルチャートで初登場4位を記録。
カップリング曲の「ようかい体操第一」はレベルファイブのニンテンドー3DSゲーム版『妖怪ウォッチ』のプロモーションビデオに使用された曲であり、スマートフォンアプリ『ようかい体操第一 パズルだニャン』にも使用されている。CD発売はDream5が早かったが、音源自体の発表はこちらのほうが先である。

## 構成
3人のメンバーそれぞれが得意とするロック、ラップ、民謡調の3つのジャンルが混在する楽曲で、作曲者の菊谷知樹は3人の歌声を直接チェックしてから作曲作業を行ったという。マイコが歌う民謡調のパートはスポーツ報知が「どことなく気味悪い雰囲気を漂わせる」と評しており、菊谷も「子供たちは怖がってしまって曲を聴いてくれないんじゃないか」と思ったというが、「気味の悪いメロディーと、キャラクターのかわいらしい見た目がうまくマッチした」とヒットの理由を分析している。また菊谷は、「子供たちが聴く曲」という前提を崩さないことにこだわり、子供たちが「口に出しやすい」「気持ちよく踊れる」テンポを目指したと述べている。サビでは子供たちもまねがしやすい振り付けとともに、「ゲラゲラポー」の歌詞が同じテンポで何度も繰り返される。この1フレーズの繰り返しはロングヒットの要因となった。
なお「ゲラゲラポー」の「ゲラゲラ」は「巨泉×前武ゲバゲバ90分!」のネタの最後で必ず出る「ゲバゲバ・ピー」にインスパイアされ、「ポー」はマイケル・ジャクソンが決め台詞でよく用いる「ポゥ！」から影響を受けて出来たと言われている。

## その他
- CDには初回特典として、データカードダス『妖怪ウォッチ ともだちウキウキペディア』で使えるSPカードが付属した。
- 第65回NHK紅白歌合戦では、企画コーナー「嵐 meets 妖怪ウォッチ」内で出場歌手とともにパフォーマンスされた[4]。
- 2019年6月20日発売のNintendo Switch用ゲームソフト『妖怪ウォッチ4 ぼくらは同じ空を見上げている』には、アレンジを変更し『妖怪ウォッチ シャドウサイド』の主題歌を担当したHardBirds（岡本幸太・三嶋楓）によるカバーバージョン（発表初期では『ゲラゲラポーのうた〜原点☆怪奇〜』と表記）がオープニングテーマとして収録されている。
- 2021年4月より放送のテレビアニメ『妖怪ウォッチ♪』オープニングテーマとして、オリジナルメンバーにて新録した上で再起用。曲名表記は『ゲラゲラポーの唄』となり、2021年4月9日配信限定リリース。

## 収録内容
CD
1. ゲラゲラポーのうた (4:10)
(作詞：motsu / 作曲・編曲：菊谷知樹 / 歌：キング・クリームソーダ)
2. ようかい体操第一 (4:05)
(作詞：ラッキィ池田・高木貴司 / 作曲：菊谷知樹 / 編曲：日比野裕史 / 歌：マイコ)
3. ゲラゲラポーのうた(オリジナル・カラオケ) (4:10)
4. ようかい体操第一(オリジナル・カラオケ) (3:59)

DVD
1. ゲラゲラポーのうた Music Video
2. ようかい体操第一 Music Video
3. ゲラゲラポーのうた（ダンスショットバージョン）（特典映像）